# Sindrome di Cruveilhier-Baumgarten
La sindrome di Cruveilhier-Baumgarten (descritta per la prima volta da Pegot nel 1833) è una patologia a carico del fegato ma di raro riscontro clinico. Nei soggetti affetti si ha la canalizzazione della vena ombelicale, che ha un ruolo centrale nella circolazione del feto ma normalmente involuta a legamento rotondo del fegato nell'adulto, in seguito a ipertensione portale; il drenaggio venoso attraverso la vena ombelicale permette al sangue di raggiungere la vena cava inferiore aggirando la circolazione venosa portale fisiologica. Questa deviazione può determinare la genesi di un soffio periombelicale (detto appunto soffio di Cruveilhier-Baumgarten) oltre che la comparsa di un reperto clinico noto come "caput medusae". Un'altra possibile causa di questa sindrome è rappresentata dalla mancata obliterazione della vena ombelicale in seguito al parto e contestuale ipoplasia della vena porta. Altri reperti frequenti sono l'ipoplasia epatica e la splenomegalia.